# La fine dell'innocenza
La fine dell'innocenza è un film del 1976 diretto da Massimo Dallamano.

## Trama
Dopo avere trascorso alcuni anni in un prestigioso collegio femminile, l'orfana Annie parte per una vacanza a Hong Kong insieme a Michael, che racconta alla gente d'essere il padre, ma in realtà ne è l'amante. Sul posto, Annie si rende conto che Michael è un trafficante di valuta, finché non viene arrestato.
Rimasta sola e allontanata dall'albergo in cui alloggiava, Annie trova ospitalità presso Angelo e Linda, una coppia benestante locale, che la coinvolgono in pratiche sessuali con alcuni loro amici, ma l'incontro con Sarah, una monaca buddista, le farà acquistare fiducia in sé, cessando di porsi come mero oggetto sessuale e permettendole infine di mandare a quel paese Angelo.

## Produzione
Il film è stato girato a Cervinia, Courmayeur Hong Kong e a Roma.

## Colonna sonora
La colonna sonora, composta da Franco Bixio, Fabio Frizzi e Vince Tempera, è in parte ancora inedita. Ne è stato pubblicato solamente il 45 giri, che riscosse un buon successo, da Cinevox Record contenente il tema del film nella versione cantata da Linda Lee (nome d'arte di Rossana Barbieri, ex-cantante del gruppo Daniel Sentacruz Ensemble), su testo di Ciro Dammicco, e strumentale, suonato da "King" Alvin Set.

## Distribuzione
Il film venne distribuito dalla Dear Film International il 19 febbraio 1976 (poco dopo Laure, anche se le riprese della pellicola di Dallamano furono effettuate in realtà prima di quelle del film prodotto da Assonitis) e doppiato dalla Cine Video Doppiatori, con la direzione di doppiaggio di Carlo Baccarini.

## Critica
Vera e propria commistione di generi, il film di Dallamano mette insieme suggestioni che sembrano estrapolate da Lolita, Emmanuelle o dalla Justine di Sade, e inserisce il tutto in un contesto esotico (in una scena vediamo addirittura girare un film di kung-fu, genere esploso in Italia tre anni prima). Notava inoltre Alberto Pezzotta: «La fine dell'innocenza, sottilmente, non è tanto quella della verginità (su cui calcava il manifesto, con Annie che si copre i seni con la bambola e una mano che le slaccia i jeans) ma la perdita della fiducia ingenua nei confronti del mondo. [...] Tra i film dell'epoca, è di quelli con la maggiore esposizione di epidermidi e velli pubici. Per Dallamano è anche una scelta precisa per hardizzare una rappresentazione costretta al soft. Il nudo gratuito, che coinvolge tutte le attrici, anche secondarie, è così il prodotto di uno sguardo che sfonda i limiti che gli vengono imposti. E trova nel flou e nel kitsch la chiave per riappropriarsi di una fragranza di visione. Per altro subito ridimensionata da sberleffi autodistruttivi, piccole gag comiche [...] dove vediamo il sorriso di Dallamano, serenamente edonista, mai maniacalmente voyeur».